# Такахаси, Сётаро
Сётаро Такахаси (яп. 高橋正太郎; род. Таканосу) — японский дипломат, чрезвычайный и полномочный посол Японии в Финляндии (1984—1987).

## Биография
Родился в Таканосу в уезде Китаакита префектуры Акита (ныне город Китаакита).
После окончания школы в Носиро, учился в Токийском университете торговли (ныне университет Хитоцубаси), после чего начал работать в Министерстве иностранных дел Японии. Долгое время отвечал за отношения Японии на Ближнем Востоке, был начальником отдела международного сотрудничества Агентства по ядерной науке и технологиям, посланником в японском посольстве в Лондоне.
С 1977 по 1981 год был в должности генерального консула Японии в Нью-Йорке.
В качестве чрезвычайного и полномочного посла представлял интересы Японии в Иране (1981—1983), а позднее — в Финляндии (1984—1987).